# Angeborene Katarakt

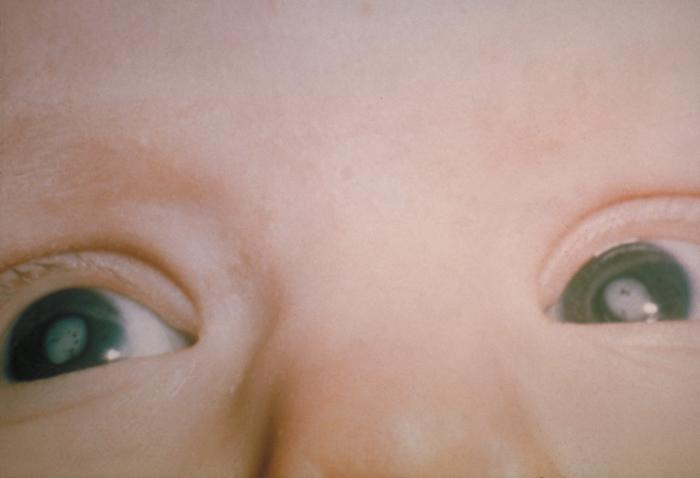
Beidseitige Katarakt bei einem Kleinkind mit Rötelnembryofetopathie

Die angeborene Katarakt (auch angeborener Grauer Star genannt) ist eine angeborene Fehlbildung mit einer bereits bei Geburt bestehenden Linsentrübung (Katarakt). Sie kann ein- oder beidseits auftreten und gilt als gut behandelbar. Unbehandelt führt sie meist zu einer zusätzlichen funktionalen Sehschwäche, einer Stimulus-Deprivations-Amblyopie.
Synonyme sind: Kongenitale Katarakt; lateinisch Cataracta congenita
Die Erstbeschreibung stammt wohl vom britischen Augenarzt N. B. Harman aus dem Jahre 1909.

## Verbreitung
Die Häufigkeit wird mit etwa 1–6 pro 10.000 Menschen angegeben. die angeborene Katarakt gilt als Ursache für nahezu 10 % aller Erblindungen bei Kindern weltweit.
In mehr als 60 % liegen Stoffwechsel- oder Systemerkrankungen zugrunde.

## Häufige Ursachen
Häufige mögliche Ursachen sind:
- Chondrodysplasia punctata durch X-chromosomale Deletion
- Chondrodyplasia punctata, rhizomeler Typ
- Conradi-Hünermann-Syndrom (X-chromosomal-dominant erbliche Chrondrodysplasia punctata)
- Ektodermale Dysplasie
- Familiäre kongenitale Katarakt
- Galaktosämie I & II
- Hallermann-Streiff-Syndrom
- Lowe-Syndrom
- Marinescu-Sjögren-Syndrom Typ I
- Pierre-Robin-Sequenz
- Rötelnembryofetopathie
- Trisomie 13
- Trisomie 21

## Im Rahmen von Syndromen
Eine Katarakt kann im Rahmen von – teilweise sehr seltenen – Syndromen wesentliches Merkmal sein:
- Akromikrische Dysplasie (Okulo-arthro-skeletales-Syndrom; Moore-Federman-Syndrom)
- Atrophia gyrata der Chorioidea und Retina (Ornithinämie mit Gyratatrophie)
- Basel-Vanagaite-Smirin-Yosef-Syndrom, Synonyme: Kongenitale Katarakt-Microzephalie-Naevus flammeus simplex-schwere Intelligenzminderung-Syndrom; Kongenitale Katarakt-Microzephalie-Naevus flammeus simplex-schwere geistige Retardierung-Syndrom
- Bassoe-Syndrom, Synonym: Kongenitale Muskeldystrophie-infantile Katarakt-Hyogonadismus-Syndrom; Muskeldystrophie, kongenitale – infantile Katarakt – Hyogonadismus[8]
- Cataracta dermatogenes Androgsky (Cataracta syndermatotica)
- CCFDN-Syndrom, Synonym: Kongenitale Katarakt-Gesichtsdysmorphie-Neuropathie-Syndrom
- CCMCO-Syndrom
- Cerebrotendinöse Xanthomatose
- COFS-Syndrom
- Crome-Syndrom (Katarakt-Nephropathie-Enzephalopathie-Syndrom)[9]
- De-Barsy-Syndrom
- EDICT-Syndrom, Synonym: Endotheldystrophie-Irishypoplasie-kongenitale Katarakt-Stroma-Ausdünnung-Syndrom[10]
- Familiäre progressive Netzhautdystrophie-Iriskolobom-kongenitale Katarakt-Syndrom[11]
- Flynn-Aird-Syndrom
- Goldmann-Favre-Syndrom
- Hyperferritinämie-Katarakt-Syndrom
- Hypomyelinisierung – kongenitale Katarakt[12]
- Katarakt-kongenitale Kardiopathie-Neuralrohrdefekt-Syndrom[13]
- Katarakt-Mikrokornea-Syndrom
- Kongenitale Katarakt-progressive Muskelhypotonie-Hörverlust-Entwicklungsverzögerung-Syndrom[14]
- Kongenitale Katarakt-schwere neonatale Hepatopathie-allgemeine Entwicklungsverzögerung-Syndrom[15]
- Kongenitale Katarakt-Schwerhörigkeit-Entwicklungsverzögerung-Syndrom[16]
- Lebersche Kongenitale Amaurose (Alström-Olson-Syndrom)
- Marashi-Gorlin-Syndrom, Synonym: Radikulomegalie der Eckzähne – kongenitale Katarakt[17]
- Marshall-Syndrom
- Meckel-Gruber-Syndrom
- Mevalonatkinase-Mangel
- Mikrozephalie-kongenitale Katarakt-psoriasiforme Dermatose-Syndrom, Synonyme: SMO-Mangel; SC4MOL-Mangel; Mikrozephalie-kongenitale Katarakt-ichthyosiforme Dermatitis-Syndrom[18]
- Mukoepitheliale hereditäre Dysplasie
- Nance-Horan-Syndrom
- Nathalie-Syndrom
- Nephronophthise
- Norrie-Syndrom
- Osteoporose-Pseudoglioma-Syndrom
- Pachyonychia congenita
- Peters-Anomalie
- Porenzephalie-Mikrozephalie-bilaterale kongenitale Katarakte-Syndrom[19]
- Rothmund-Thomson-Syndrom
- Rötelnembryopathie
- Sengers-Syndrom, Synonym: Kongenitale Katarakt-hypertrophe Kardiomyopathie-mitochondriale Myopathie-Syndrom[20]
- Sjögren-Syndrom
- Tay-Syndrom
- Trichothiodystrophie
- WAGR-Syndrom
- Wagner-Krankheit (Hyaloide-retinale Dysplasie)
- Walker-Warburg-Syndrom (Hard+E-Syndrom)
- Werner-Syndrom

## Einteilung
Je nach Art und Lokalisation der pathologischen Veränderungen ist folgende Einteilung möglich: (vgl. auch Katarakt (Medizin)#Einteilung)
- Kongenitale anteriore polare Katarakt, Synonym: Früh-beginnende anteriore polare Katarakt[21]
- Kongenitale Katarakt Typ Volkmann, Synonym: Früh-beginnende partielle Katarakt[22]
- Kongenitale lamelläre Katarakt, Synonym: Früh-beginnende lamelläre Katarakt[23]
- Kongenitale nukleäre Katarakt, Synonym: Früh-beginnende nukleäre Katarakt[24]
- Kongenitale posteriore polare Katarakt, Synonym: Früh-beginnende posteriore polare Katarakt[25]
- Kongenitale posteriore subkapsuläre Katarakt, Synonym: Früh-beginnende posteriore subkapsuläre Katarakt[26]
- Kongenitale suturale Katarakt, Synonym: Früh-beginnende suturale Katarakt[27]
- Kongenitale zonuläre Katarakt, Synonym: Früh-beginnende zonuläre Katarakt[28]
- Nicht-syndromale kongenitale Katarakt[29]
- Totale kongenitale Katarakt, Synonym: Früh-beginnende totale Katarakt[30]

Einfacher ist die Unterscheidung nach einseitig oder beidseitig:
- unilaterale Katarakt tritt üblicherweise sporadisch (als Einzelfall) auf. Es besteht eine Assoziation mit weiteren Augenfehlbildungen wie Lenticonus posterior, Persistierender hyperplastischer primärer Vitreus, Anteriore Segmentdysgenesie, Tumoren des posterioren Poles; Trauma oder intrauterine Infektion wie Röteln
- bilaterale Katarakt ist oft vererbt und mit anderen Krankheiten assoziiert. Häufig liegt auch eine Hypoglykämie, Trisomie, Myotone Dystrophie Typ 1 (Curschmann-Steinert), (intrauterine) Infektion wie Herpes simplex, Röteln, Toxoplasmose, Zytomegalie (STORCH) oder Frühgeburtlichkeit zugrunde.

## Klinische Erscheinungen und Behandlungsoptionen
Seit 2017 ist eine ophthalmoskopische Untersuchung mit einem vereinfachten Brückner-Test zur Identifikation einer Leukokorie Bestandteil der Kindervorsorgeuntersuchung U2.
Klinische Erscheinungen, Diagnose und Behandlungsmöglichkeiten unterscheiden sich – abgesehen vom Alter – nicht wesentlich von dem im Hauptartikel Katarakt ausgeführten Maßnahmen. Der Zeitpunkt einer operativen Entfernung der trüben Linse sollte wegen der drohenden Amblyopie befundabhängig ab der 6. – 8. Lebenswoche erfolgen. Ob eine weitere Behandlung mit weichen Kontaktlinsen oder die Implantation einer künstlichen Intraokularlinse durchgeführt werden sollte, hängt ebenfalls von den Befunden ab.